# Шастре
Шастре (фр. Chastreix) насеље је и општина у централној Француској у региону Оверња, у департману Пиј де Дом која припада префектури Исоар.
По подацима из 2011. године у општини је живело 247 становника, а густина насељености је износила 5,47 становника/km². Општина се простире на површини од 45,12 km². Налази се на средњој надморској висини од 1050 метара (максималној 1.883 m, а минималној 895 m).

## Демографија
| 1962. | 1968. | 1975. | 1982. | 1990. | 1999. | 2011. |
| ----- | ----- | ----- | ----- | ----- | ----- | ----- |
| 545   | 556   | 507   | 413   | 359   | 273   | 247   |

График промене броја становника у току последњих година